# Jared Gray
Jared Gray (né le 25 août 1998) est un coureur cycliste néo-zélandais, spécialiste des épreuves d'endurance sur piste.

## Biographie
Il étudie à la Hamilton Boys' High School. Il commence le cyclisme en 2011 et la piste trois ans et demi plus tard.
En 2016, il devient champion du monde de poursuite par équipes juniors avec Tom Sexton, Campbell Stewart et Connor Brown. Ils battent à cette occasion le record du monde juniors de la spécialité. Après la course, il annonce que son but est de participer aux Jeux olympiques de Tokyo en 2020.
En décembre 2017, lors de la manche de Coupe du monde de Milton, au Canada, il remporte la poursuite par équipes avec ses compatriotes Tom Sexton, Campbell Stewart et Nick Kergozou.

## Palmarès sur piste

### Championnats du monde juniors
- Aigle 2016
  -  Champion du monde de poursuite par équipes juniors (avec Tom Sexton, Campbell Stewart et Connor Brown)
  - 10e de la poursuite individuelle

### Coupe du monde
- 2017-2018
  - 1er de la poursuite par équipes à Milton (avec Tom Sexton, Campbell Stewart et Nick Kergozou)
  - 1er de la poursuite par équipes à Santiago  (avec Tom Sexton, Harry Waine et Nick Kergozou)

### Championnats d'Océanie
| Édition / Épreuve | Poursuite individuelle | Poursuite par équipes |
| Melbourne 2016    | 8e                     | Argent                |
| Cambridge 2017    | Argent                 | Argent                |

### Championnats de Nouvelle-Zélande
- 2018
  -  Champion de Nouvelle-Zélande de poursuite